# فرانك مورو
فرانك مورو (بالإنجليزية: Frank Moreau)‏ هو لاعب كرة قدم أمريكية أمريكي، ولد في 9 سبتمبر 1976 في بينيفيلي في الولايات المتحدة.

## وصلات خارجية
- فرانك مورو على موقع مرجع كرة القدم المحترفة.كوم (الإنجليزية)